# بلیژکوویتسه
بلیژکوویتسه (به چکی: Blížkovice) یک منطقهٔ مسکونی در جمهوری چک است که در ناحیه زنویمو واقع شده‌است. بلیژکوویتسه ۲۰٫۸۱ کیلومتر مربع مساحت و ۱٬۲۴۲ نفر جمعیت دارد و ۳۹۸ متر بالاتر از سطح دریا واقع شده‌است.